# فیلیپ کینگ (تنیس‌باز)
 فیلیپ کینگ (انگلیسی: Phillip King؛ زاده ۱۹ دسامبر ۱۹۸۱) یک تنیس‌باز اهل ایالات متحده آمریکا است.